# فیلیپ نسیا
فیلیپ نسیا (انگلیسی: Philippe Nsiah؛ زادهٔ ۲۴ اکتبر ۱۹۹۴) بازیکن فوتبال اهل فرانسه است.
از باشگاه‌هایی که در آن بازی کرده‌است می‌توان به باشگاه فوتبال تان هوا اشاره کرد.